# Медаль «60 лет Победы в Великой Отечественной войне 1941—1945 гг.» (Казахстан)
Юбилейная медаль «60 лет Победы в Великой Отечественной войне 1941—1945 гг.» (каз. «1941-1945 жж. Ұлы Отан соғысындағы Жеңіске 60 жыл») — государственная награда Республики Казахстан, учреждённая в ознаменование празднования 60-й годовщины Победы в Великой Отечественной войне 1941—1945 годов на основании Указа Президента Республики Казахстан от 14 сентября 2004 года № 1439.

## Положение о медали
Медалью награждаются:
- военнослужащие и лица вольнонаёмного состава, принимавшие в рядах Вооружённых сил СССР участие в боевых действиях на фронтах Великой Отечественной войны, партизаны и члены подпольных организаций, действовавших в период Великой Отечественной войны на временно оккупированных территориях СССР, военнослужащие и лица вольнонаёмного состава, служившие в период Великой Отечественной войны в Вооружённых силах СССР, лица, награждённые медалями «За Победу над Германией в Великой Отечественной войне 1941—1945 гг.», «За Победу над Японией», а также лица, имеющие удостоверение к медали «За Победу над Германией в Великой Отечественной войне 1941—1945 гг.» либо удостоверение участника войны;
- труженики тыла, награждённые за самоотверженный труд в годы Великой Отечественной войны орденами СССР, медалями «За доблестный труд в Великой Отечественной войне 1941—1945 гг.», «За трудовую доблесть», «За трудовое отличие», «За оборону Ленинграда», «За оборону Москвы», «За оборону Одессы», «За оборону Севастополя», «За оборону Сталинграда», «За оборону Киева», «За оборону Кавказа», «За оборону Советского Заполярья», а также лица, имеющие знак «Жителю блокадного Ленинграда» либо удостоверение к медали «За доблестный труд в Великой Отечественной войне 1941—1945 гг.»;
- лица, проработавшие в период с 22 июня 1941 года по 9 мая 1945 года не менее шести месяцев, исключая период работы на временно оккупированных неприятелем территориях;
- бывшие несовершеннолетние узники концлагерей, гетто и других мест принудительного содержания, созданных фашистами и их союзниками в период второй мировой войны.

## Описание медали
Юбилейная медаль «1941—1945 жж. Ұлы Отан соғысындағы Жеңіске 60 жыл» изготавливается из латуни, имеет форму круга диаметром 32 мм. На лицевой стороне медали вверху изображение ордена «Победа», внизу — цифры «1945—2005».
На оборотной стороне медали в центре надпись «1941—1945 жж. Ұлы Отан соғысындағы Жеңіске 60 жыл», по окружности — лавровые ветви. Края медали окаймлены бортиком. Все изображения, надписи и цифры на медали рельефные.
Медаль при помощи ушка и кольца соединена с пятиугольной колодкой, обтянутой шёлковой муаровой лентой красного цвета. Ширина ленты 24 мм. Вдоль краёв ленты по пять полос: три чёрные и две оранжевые, каждая шириной 1 мм. Крайние чёрные полосы окаймлены оранжевыми полосами шириной 0,5 мм.
Медаль с помощью булавки крепится к одежде.
Медаль изготовлена на Казахстанском монетном дворе в Усть-Каменогорске